# Saul Krugman
Saul Krugman (7 de abril de 1911 – 26 de outubro de 1995) foi um médico pediatra notório por sua importante contribuição científica no entendimento sobre a hepatite, tendo recebido vários prêmios. No entanto, a comunidade científica se questionava sobre os valores éticos de suas pesquisas, uma vez que ele usava crianças com deficiências como cobaias, que eram intencionalmente infectadas pelo vírus da hepatite para verificar como elas reagiriam ao tratamento.

## Prêmios e Honrarias
- 1978 - Medalha Robert Koch[2]
- 1981 - Prêmio John Howland
- 1983 - Prémio Albert Lasker de Serviço à Comunidade